# Внутрішня мембрана мітохондрій
Внутрішня мембрана мітохондрій — мітохондріальна мембрана, що розділяє мітохондріальний матрикс і міжмембранний простір.
Внутрішня мембрана поділяє мітохондрію на два компартменти: 
- міжмембранний простір, який з іншого боку обмежено зовнішньою мембраною, що відділяє його від цитозолю,
- мітохондріальний матрикс (строма), що розташований всередині внутрішньої мембрани.

## Структура
Внутрішня мембрана утворює багато складок, які називають кристами. Вони значно збільшують поверхню мембрани.
Між собою кристи з'єднуються особливими перемичками білкової природи, які підтримують їх форму. Такі ж перемички забезпечують зв'язок зовнішньої і внутрішньої мембрани в місцях розташування транспорту зовнішньої мембрани мітохондрії (TOM), який транспортує білки з цитоплазми.